# Nationalstraße 225 (China)
Die Nationalstraße 225 (chinesisch 225国道, Pinyin 225 Guódào, englisch China National Highway 225), chin. Abk. G225, ist eine 429 km lange Fernstraße im Norden und Westen der Insel und gleichnamigen Provinz Hainan im Süden Chinas. Sie führt von der Provinzhauptstadt Haikou im Norden der Insel über Danzhou und Dongfang nach Sanya an der Südküste. Sie verläuft parallel zum nördlichen und westlichen Teil der Ringautobahn G98.